# 图夫尔河畔马尼亚克
图夫尔河畔马尼亚克（法語：Magnac-sur-Touvre，法語發音：[maɲak syʁ tuvʁ]）是法国夏朗德省的一个市镇，位于该省中部，属于昂古莱姆区，也是大昂古莱姆城市公共社区的一部分。

## 地理
图夫尔河畔马尼亚克（45°39'56"N, 0°14'14"E）面积7.82 平方千米，位于法国新阿基坦大区夏朗德省，该省份为法国西部内陆省份，北起德塞夫勒省和维埃纳省，东临上维埃纳省，东南至多尔多涅省，南至多爾多涅省，西接滨海夏朗德省。
与图夫尔河畔马尼亚克接壤的市镇（或旧市镇、城区）包括：加拉、利勒代帕尼亚克、图夫尔河畔吕埃勒、苏瓦约、图夫尔。

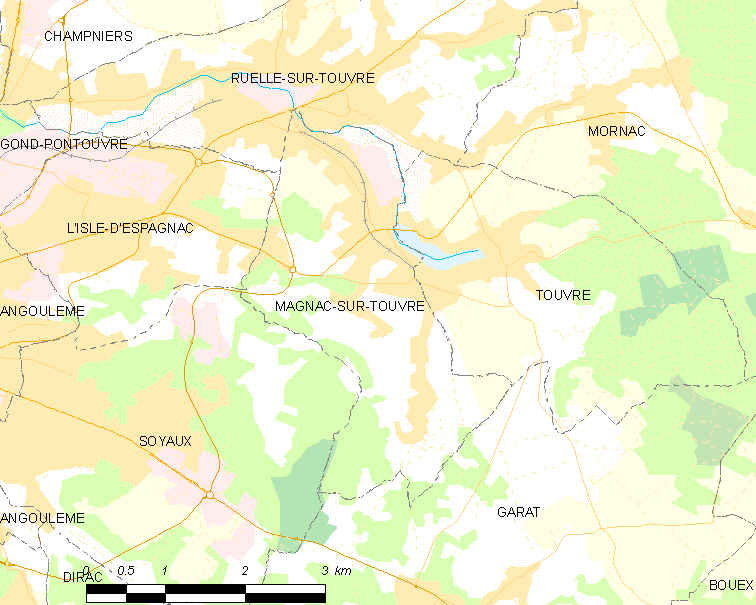
图夫尔河畔马尼亚克的OSM定位图

图夫尔河畔马尼亚克的时区为UTC+01:00、UTC+02:00（夏令时）。

## 行政
图夫尔河畔马尼亚克的邮政编码为16600，INSEE市镇编码为16199。

## 政治
图夫尔河畔马尼亚克所属的省级选区为图夫尔-布拉科讷县。

## 人口

1962-2008年间图夫尔河畔马尼亚克人口变化图示

图夫尔河畔马尼亚克于2022年1月1日时的人口数量为3252人。